# Деплазмолиз
Деплазмолиз (от де… и плазмолиз) — возвращение протопласта клеток растений из состояния плазмолиза в исходное состояние, характеризующееся нормальным тургором.
Деплазмолиз происходит при перенесении плазмолизированных клеток (то есть клеток, подвергшихся плазмолизу) в воду или гипотонические растворы.
У плазмолизированной клетки, погруженной в чистую воду, плазмолиз исчезает, наступает деплазмолиз. Деплазмолиз наступает быстрее, чем плазмолиз, и не имеет промежуточных форм.